# Pseudohercitis nudipennis
Pseudohercitis nudipennis är en skalbaggsart som beskrevs av Frey 1972. Pseudohercitis nudipennis ingår i släktet Pseudohercitis och familjen Melolonthidae. Inga underarter finns listade i Catalogue of Life.